# 波乔
波乔，是匈牙利巴兰尼亚州所辖的一个村。总面积8.05平方公里，总人口195，人口密度24.2人/平方公里（2011年1月1日）。